# Антилопи
Антилопите (Antilopinae) са тревопасни чифтокопитни бозайници от семейство Кухороги. Отличават се с високо, стройно тяло, дълги крака и рога при мъжките с най-различна форма и големина. При някои видове и женските имат рога, но по-малки. Размерите им варират от едва 25 cm височина при антилопите джуджета, до почти 2 метра при антилопите кана. Антилопите бягат по-бързо от всяко друго животно, освен гепарда и са отлични скачачи.
Антилопите са представители на едноименното подсемейство Antilopinae, към което спадат газелите, сайгите и антилопите джуджета, но традиционно антилопи се наричат и други представители на Кухорогите, по-близки до говедата, козите и дори представители на други семейства (виж Вилорога антилопа).

## Класификация
Подсемейство Антилопи
- Род Клипшпрингери (Oreotragus)
  - Клипшпрингер (Oreotragus oreotragus) -- скална антилопа
- Род Антилопи джуджета (Neotragus)
  - Антилопа джудже (Neotragus pygmaeus)
  - Антилопа на Бейт (Neotragus batesi)
  - Суни (Neotragus moschatus) -- мускусна антилопа
- Род Ourebia
  - Ориби (Ourebia ourebi)
- Род Дик-дик (Madoqua, Rhynchotragus)
  - Дик-дик на Гюнтер (Madoqua guentheri)
  - Дик-дик на Кирк (Madoqua kirkii)
  - Сребрист дик-дик (Madoqua piacentinii)
  - Дик-дик на Салт (Madoqua saltiana)
- Род Dorcatragus
  - Бейра (Dorcatragus megalotis)
- Род Raphicerus
  - Стийнбок (Raphicerus campestris)
  - Южен грисбок (Raphicerus melanotis)
  - Северен грисбок (Raphicerus sharpei) -- грисбок на Шарпе
- Род Средноазиатски газели (Procapra) -- дзерени
  - Дзерен (Procapra gutturosa) -- монголска газела
  - Тибетска газела (Procapra picticaudata) -- гоа
  - Газела на Пржевалски (Procapra przewalskii)
- Род Сайги (Saiga)
  - Сайга (Saiga tatarica)
- Род Litocranius
  - Геренук (Litocranius walleri) -- жирафова газела
- Род Ammodorcas
  - Дибатаг (Ammodorcas clarkei) -- газела на Кларк
- Род Antidorcas
  - Спрингбок (Antidorcas marsupialis)
- Род Antilope
  - Еленокоза (Antilope cervicapra) -- сасин
- Род Eudorcas (Gazella)
  - Eudorcas albonotata
  - Червеночела газела (Eudorcas rufifrons)
  - Газела на Томсън (Eudorcas thomsonii)
  - †Червена газела (Eudorcas rufina)
- Род Nanger (Gazella)
  - Газела на Грант (Nanger granti)
  - Газела дама (Nanger dama)
  - Сомалийска газела (Nanger soemmerringii) -- газела на Зомеринг
- Род Газели (Gazella)
  - Газела на Кювие (Gazella cuvieri)
  - Тънкорога газела (Gazella leptoceros) -- пясъчна газела
  - Джейран (Gazella subgutturosa)
  - Газела на Спик (Gazella spekei)
  - Обикновена газела (Gazella gazella)
  - Индийска газела (Gazella bennettii) -- чинкара
  - Йеменска газела (Gazella erlangeri)
  - †Арабска газела (Gazella arabica)
  - Газела доркас (Gazella dorcas)
  - Саудитска газела (Gazella saudiya)